# Ballrechten-Dottingen
Ballrechten-Dottingen ist eine Gemeinde im Landkreis Breisgau-Hochschwarzwald im Südwesten Baden-Württembergs.

## Geografie

### Lage
Die Gemeinde Ballrechten-Dottingen liegt am Übergang des Markgräflerlands zum Hochschwarzwald vor den Schwarzwaldvorbergen, dem Fohrenberg im Norden und dem Castellberg im Süden, etwa 20 Kilometer südlich von Freiburg im Breisgau, 40 km nördlich von Basel und 30 km nordöstlich von Mülhausen.

### Nachbargemeinden
Nachbargemeinden sind, von Norden beginnend, im Uhrzeigersinn: Staufen, Sulzburg, Buggingen und Heitersheim.

### Gemeindegliederung
Die Gemeinde besteht aus den ehemaligen Gemeinden Ballrechten und Dottingen, die sich 1971 freiwillig zusammenschlossen. Zur ehemaligen Gemeinde Ballrechten gehören das Dorf Ballrechten und das Gehöft Ziegelhof. Im Gebiet der ehemaligen Gemeinde Dottingen liegen das Dorf Dottingen, der Weiler Oberdottingen, der Zinken Kastelhof und der Wohnplatz Haltestelle Ballrechten-Dottingen sowie die abgegangene Ortschaft Einlitzigenhofen.

## Geschichte
Ballrechten wurde in einem Güterverzeichnis des Klosters Lorsch aus dem Jahr 840 als „villa baldrathinga“ erstmals erwähnt. Dottingen wurde 1265 zum ersten Mal in einer Urkunde erwähnt. 1457/58 kaufte der badische Markgraf Karl I. die Dörfer Ballrechten und Dottingen und gab sie den Herren von Staufen als Lehen. Nachdem das Geschlecht derer von Staufen ausgestorben war, wurden die Orte als Vogtei der markgräflichen Verwaltung in Sulzburg unterstellt.
1806 wurden die Gemeinden Teil des Großherzogtums Baden; ab 1811 waren sie selbständige Gemeinden und gehörten zum Bezirksamt Staufen. 1936 kamen sie zum Bezirksamt Müllheim, das 1939 zum Landkreis Müllheim wurde.
Am 1. Januar 1971 vereinigten sich die beiden Gemeinden Ballrechten und Dottingen zur Gemeinde Ballrechten-Dottingen.

## Politik

### Gemeinderat

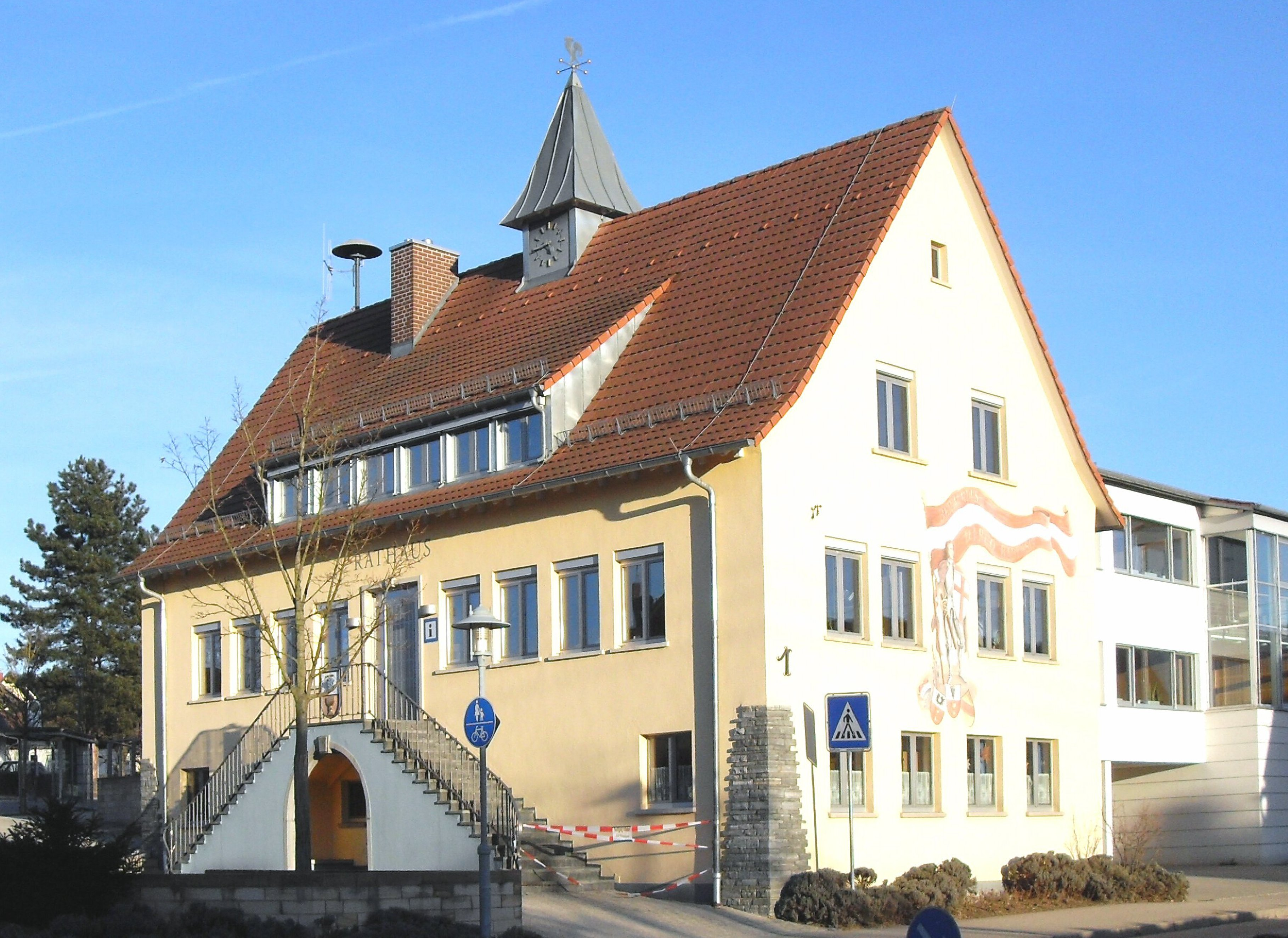
In Dottingen steht das Rathaus

Die Kommunalwahl vom 9. Juni 2024 führte bei einer Wahlbeteiligung von 75,5 % (+ 2,8) zu folgendem Ergebnis:
| Partei / Liste | Stimmenanteil | +/− %p | Sitze   | +/− |
| FWG            | 42,4 %        | − 1,5  | 4 Sitze | ± 0 |
| CDU            | 43,3 %        | + 2,9  | 5 Sitze | + 1 |
| SPD            | 14,3 %        | − 1,4  | 1 Sitz  | − 1 |

### Bürgermeister
- 1948–1977: Alfred Löffler (CDU)
- 1977–1993: Bernd Gassenschmidt (CDU)
- 1993–2003: Christof Nitz (CDU)
- 2003–2011: Bernd Gassenschmidt (CDU)
- 2011–2019: Bernhard Fehrenbach (FDP, vorher CDU)
- seit 2019: Patrick Becker (FW)

### Wappen
| - Ballrechten - Dottingen - Ballrechten-Dottingen |

Das Gemeindewappen vereinigt Elemente der Wappen der ehemals selbständigen Teilorte: Die blaue Traube aus dem Wappen von Ballrechten erinnert an die 1100-jährige Weinbautradition des Ortes. Der goldene Kelch aus dem Dottinger Wappen weist auf die Herren von Staufen, die bis 1602 die Ortsherren waren.

### Gemeindepartnerschaften
Seit 1991 besteht eine Partnerschaft mit der Gemeinde Beerheide im Vogtland, die seit dem 1. Januar 1999 zur Stadt Auerbach/Vogtl. gehört.

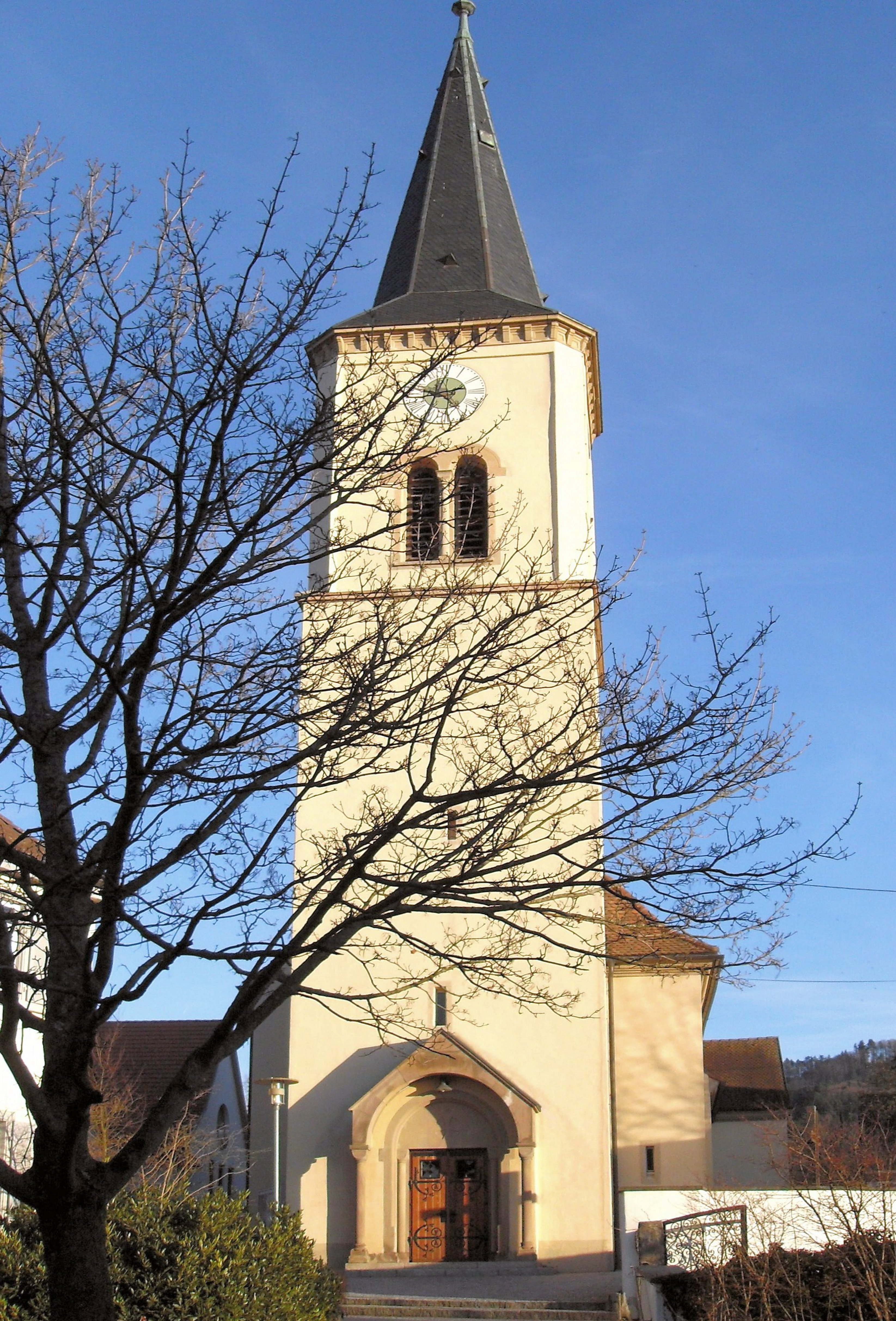
Kirche St. Erasmus, Ballrechten

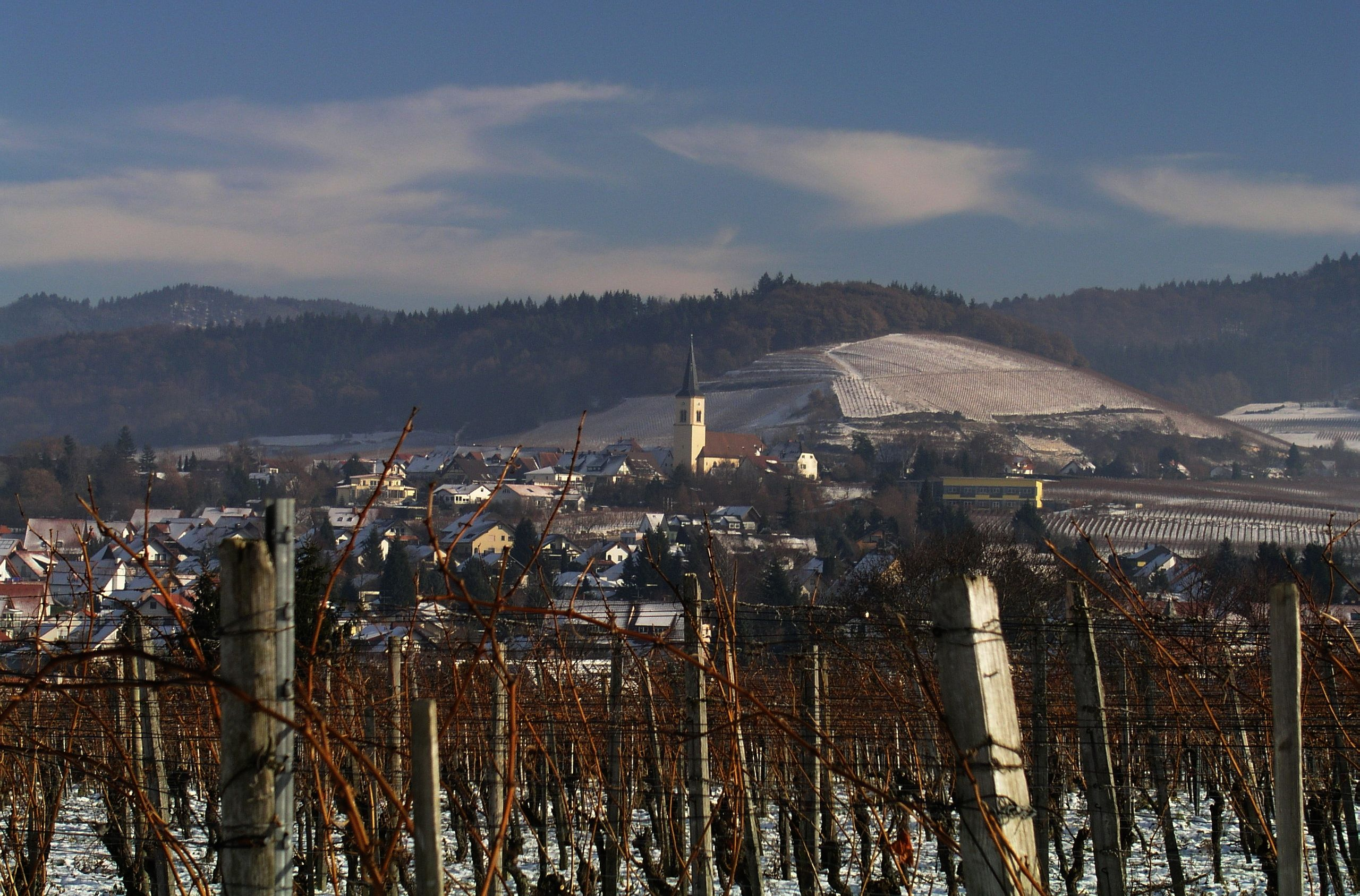
Ballrechten-Dottingen, der Fohrenberg im Hintergrund

### Zweckverband
Ballrechten-Dottingen ist Mitglied im grenzüberschreitenden örtlichen Zweckverband Mittelhardt-Oberrhein, der auf Basis des Karlsruher Übereinkommens die grenzüberschreitende kommunale Zusammenarbeit von Gemeinden im Elsass und Baden fördert.

## Kultur und Sehenswürdigkeiten
In der Nähe des Ortes befindet sich der Castellberg, auf dessen Gipfel sich noch die Reste einer keltischen Festung befinden. Außerdem befindet sich in unmittelbarer Nachbarschaft zu den Burgresten der Castellbergturm, ein stählerner Aussichtsturm auf dem Castellberg, der 1962 vom Schwarzwaldverein errichtet wurde, mit gutem Ausblick auf die Rheinebene und das Markgräflerland (kein Rundumblick). Burgreste und Aussichtsturm sind frei zugänglich.
Am Fuße bei der Kastelberghütte befand sich die Gerichtseiche, eine abgestorbene Eiche, die der Freiburger Künstler Thomas Rees zu einer Skulptur verwandelt hatte. In der Neujahrsnacht 2017 wurde sie von Unbekannten durch Feuerwerkskörper zerstört. Nachdem der Rest zunächst abtransportiert worden war, wurde er im Herbst 2020 an der alten Stelle hingelegt.
Unweit von dort stehen durch eine Privatinitiative einige Segmente der Berliner Mauer von der Sonnenallee.
Die Alte Mühle Oberdottingen, 1765 auf den Grundmauern älterer Vorgängermühlen aus dem 14. Jahrhundert errichtet, gehört zu den älteren und bekannteren Bauwerken der Gemeinde.

### Kirchen
- St. Erasmus (Ballrechten)
- St.-Arbogast-Kapelle (Dottingen)

## Wirtschaft und Infrastruktur
Wie viele Gemeinden des Markgräflerlandes ist Ballrechten-Dottingen eine Weinbaugemeinde und mit etwa 200 ha Rebfläche eine der bedeutendsten.

### Verkehr
Von 1894 bis 1969 verband die Münstertalbahn Ballrechten-Dottingen mit Bad Krozingen und Sulzburg. Heute kann die Gemeinde mit dem Bus von der Münstertalbahn in Staufen oder den Rheintalbahnhöfen in Heitersheim oder Müllheim erreicht werden. Der öffentliche Nahverkehr wird im Rahmen des Regio-Verkehrsverbunds Freiburg betrieben. Die Gemeinde nimmt teil am Verkehrskonzept KONUS, das Gästen die kostenlose Benutzung der öffentlichen Verkehrsmittel ermöglicht.
Der Europäische Radwanderweg von Mulhouse nach Freiburg und der Markgräflerlandradweg von Freiburg nach Weil am Rhein verbinden Ballrechten-Dottingen mit den Nachbarstädten Staufen und Heitersheim.
Der nächste Autobahnanschluss besteht zur A 5 mit der Autobahnanschlussstelle Hartheim/Heitersheim (64 b) in etwa 10 km Entfernung.

### Bildungseinrichtungen
Mit der Sonnenbergschule besteht eine Grundschule am Ort. Außerdem gibt es den katholischen Kindergarten St. Marien.

## Persönlichkeiten

### Ehrenbürger
- Otto Karrer, Theologe, Ökumeniker, Schriftsteller
- Alfred Löffler, Kaufmann, Bürgermeister, Politiker
- Adam Dallinger, Priester, Ortspfarrer von Ballrechten-Dottingen
- Bernd Gassenschmidt, Verwaltungsfachmann, Bürgermeister von Ballrechten-Dottingen
- Richard Löffler, Versicherungsfachmann, Sportvereinsvorsitzender, Bürgermeisterstellvertreter

### Söhne der Gemeinde
- Franz Sales Wocheler, eigentlich Joseph Franz Sales Wocheler (* 1778 in Ballrechten; † 1848 in Überlingen), war ein Pfarrer, Bibliophiler und Stifter der Leopold-Sophien-Bibliothek
- Otto Karrer (* 1888 in Ballrechten; † 1976 in Luzern) – römisch-katholischer Theologe, Ökumeniker, Religionsphilosoph und geistlicher Schriftsteller
- Alfred Löffler, (1909–1989), Bürgermeister und Landtagsabgeordneter, Gründer der Senioren-Union in Baden-Württemberg[11]